# Meesterklasse schaken 2009/10
De Meesterklasse is de hoogste schaakcompetitie voor schaakverenigingen in Nederland. De competitie wordt georganiseerd onder auspiciën van de Koninklijke Nederlandse Schaakbond. Hier wordt het seizoen 2009-2010 beschreven van de Meesterklasse.
De competitie wordt gespeeld in een halve competitie. Elke vereniging speelt 1 keer tegen een andere vereniging. Bij een schaakwedstrijd tussen vereniging heeft de thuisspelende ploeg wit op de even-borden. Dus op bord 2, 4, 6, 8 en 10.
Vanuit de Eerste Klasse 2008/09 waren gepromoveerd: SMB en Het Witte Paard Sas van Gent. Voor beide clubs zou het verblijf op het hoogste niveau beperkt blijven tot één seizoen, want zij eindigden onderaan.  
Het Hilversums Schaakgenootschap werd voor de derde maal op rij landskampioen. De club wist alle wedstrijden te winnen met uitzondering van de wedstrijd tegen Strijdt met Beleid. 

## Teams
| Vereniging                    | Plaats           |
| ----------------------------- | ---------------- |
| Hilversums Schaak Genootschap | Hilversum        |
| Schrijvers Rotterdam          | Rotterdam        |
| Hotels.nl                     | Groningen        |
| HMC Calder                    | 's-Hertogenbosch |
| Braceland ESGOO               | Enschede         |
| LSG                           | Leiden           |
| Schaakclub Utrecht            | Utrecht          |
| Homburg Apeldoorn             | Apeldoorn        |
| HWP Sas van Gent              | Sas van Gent     |
| SMB                           | Nijmegen         |

## Eindstand en kruistabel[1]
|     | Meesterklasse         | Ra   | Mp | Bp  | 1  | 2  | 3  | 4  | 5  | 6  | 7  | 8  | 9  | 10 |
| --- | --------------------- | ---- | -- | --- | -- | -- | -- | -- | -- | -- | -- | -- | -- | -- |
| 1.  | HSG                   | 2538 | 16 | 66  | -- | 8½ | 7½ | 7  | 7  | 8½ | 8½ | 6  | 8½ | 4½ |
| 2.  | Utrecht               | 2401 | 15 | 53  | 1½ | -- | 6½ | 5  | 8  | 6  | 5½ | 6  | 7  | 7½ |
| 3.  | Groningen 1/Hotels.nl | 2400 | 13 | 49½ | 2½ | 3½ | -- | 6½ | 6  | 7½ | 6  | 6  | 5  | 6½ |
| 4.  | LSG                   | 2365 | 10 | 47  | 3  | 5  | 3½ | -- | 4  | 5  | 7½ | 6½ | 5½ | 7  |
| 5.  | Schrijvers Rotterdam  | 2429 | 10 | 45½ | 3  | 2  | 4  | 6  | -- | 5½ | 4½ | 6½ | 6½ | 7½ |
| 6.  | Homburg Apeldoorn     | 2393 | 9  | 48  | 1½ | 4  | 2½ | 5  | 4½ | -- | 8  | 5½ | 8  | 9  |
| 7.  | Braceland ESGOO       | 2351 | 8  | 39  | 1½ | 4½ | 4  | 2½ | 5½ | 2  | -- | 7  | 5½ | 6½ |
| 8.  | HMC Calder            | 2353 | 4  | 39½ | 4  | 4  | 4  | 3½ | 3½ | 4½ | 3  | -- | 6  | 7  |
| 9.  | HWP Sas van Gent      | 2297 | 3  | 35  | 1½ | 3  | 5  | 4½ | 3½ | 2  | 4½ | 4  | -- | 7  |
| 10. | SMB                   | 2261 | 2  | 27½ | 5½ | 2½ | 3½ | 3  | 2½ | 1  | 3½ | 3  | 3  | -- |

## Wedstrijden
Ronde 1 - 26 september 2009
SMB - Schrijvers Rotterdam                  2,5- 7,5
Groningen 1/Hotels.nl - Braceland ESGOO     6  - 4
HMC Calder - HWP Sas van Gent               6  - 4
Homburg Apeldoorn - HSG                    1,5- 8,5
LSG - Utrecht                               5  - 5
Ronde 2 - 31 oktober 2009
Utrecht - SMB 7½ - 2½
HSG - LSG 7 - 3
HWP Sas van Gent - Homburg Apeldoorn 2 - 8
Braceland ESGOO - HMC Calder 7 - 3
Schrijvers Rotterdam - Groningen 1/Hotels.nl 4 - 6
Ronde 3 - 21 november 2009
SMB - Groningen 1/Hotels.nl 3½ - 6½
HMC Calder - Schrijvers Rotterdam 3½ - 6½
Homburg Apeldoorn - Braceland ESGOO 8 - 2
LSG - HWP Sas van Gent 5½ - 4½
Utrecht - HSG 1½ - 8½
Ronde 4 - 12 december 2009
HSG - SMB  -
HWP Sas van Gent - Utrecht  -
Braceland ESGOO - LSG  -
Schrijvers Rotterdam - Homburg Apeldoorn  -
Groningen 1/Hotels.nl - HMC Calder  -
Ronde 5 - 9 januari 2010
SMB - HMC Calder  -
Homburg Apeldoorn - Groningen 1/Hotels.nl  -
LSG - Schrijvers Rotterdam  -
Utrecht - Braceland ESGOO  -
HSG - HWP Sas van Gent  -
Ronde 6 - 6 februari 2010
HWP Sas van Gent - SMB  -
Braceland ESGOO - HSG  -
Schrijvers Rotterdam - Utrecht  -
Groningen 1/Hotels.nl - LSG  -
HMC Calder - Homburg Apeldoorn  -
Ronde 7 - 6 maart 2010
SMB - Homburg Apeldoorn  -
LSG - HMC Calder  -
Utrecht - Groningen 1/Hotels.nl  -
HSG - Schrijvers Rotterdam  -
HWP Sas van Gent - Braceland ESGOO  -
Ronde 8 - 27 maart 2010
Braceland ESGOO - SMB  -
Schrijvers Rotterdam - HWP Sas van Gent  -
Groningen 1/Hotels.nl - HSG  -
HMC Calder - Utrecht  -
Homburg Apeldoorn - LSG  -
Ronde 9 - 18 april 2010
LSG - SMB  -
Utrecht - Homburg Apeldoorn  -
HSG - HMC Calder  -
HWP Sas van Gent - Groningen 1/Hotels.nl  -
Braceland ESGOO - Schrijvers Rotterdam  -

## Beste individuele scores[1]
| #   | Naam                  | Team                  | N | W  | Ro   | Tpr  | ΔR   |
| --- | --------------------- | --------------------- | - | -- | ---- | ---- | ---- |
| 1.  | Martin Martens        | Schrijvers Rotterdam  | 9 | 7½ | 2427 | 2573 | +146 |
| 2.  | Friso Nijboer         | HSG                   | 9 | 7  | 2562 | 2566 | +4   |
| 3.  | Yasser Seirawan       | HSG                   | 9 | 7  | 2651 | 2622 | -29  |
| 4.  | Stefan Kuipers        | Homburg Apeldoorn     | 9 | 6½ | 2380 | 2556 | +176 |
| 5.  | Jasper Broekmeulen    | HMC Calder            | 9 | 6½ | 2360 | 2533 | +173 |
| 6.  | Mark van der Werf     | LSG                   | 9 | 6½ | 2423 | 2598 | +175 |
| 7.  | Daan Brandenburg      | Groningen 1/Hotels.nl | 9 | 6½ | 2506 | 2577 | +71  |
| 8.  | Wouter Spoelman       | HSG                   | 9 | 6½ | 2543 | 2538 | -5   |
| 9.  | Ruud Janssen          | HSG                   | 9 | 6½ | 2516 | 2502 | -14  |
| 10. | Robin van Kampen      | HSG                   | 8 | 6  | 2475 | 2541 | +66  |
| 11. | Christov Kleijn       | Utrecht               | 9 | 6  | 2382 | 2531 | +149 |
| 12. | Martin Roobol         | LSG                   | 9 | 6  | 2334 | 2456 | +122 |
| 13. | Thomas Willemze       | Utrecht               | 9 | 6  | 2407 | 2509 | +102 |
| 14. | Alexander Kabatianski | Homburg Apeldoorn     | 9 | 6  | 2425 | 2521 | +96  |
| 15. | Jelmer Jens           | Utrecht               | 9 | 6  | 2369 | 2454 | +85  |
| 16. | Jeroen Bosch          | Schrijvers Rotterdam  | 9 | 6  | 2428 | 2500 | +72  |

1996/97 · 1997/98 · 1998/99 · 1999/00 · 2000/01 · 2001/02 · 2002/03 · 2003/04 · 2004/05 · 2005/06 · 2006/07 · 2007/08 · 2008/09 · 2009/10 · 2010/11 · 2011/12 · 2012/13 · 2013/14 · 2014/15 · 2015/16 · 2016/17 · 2017/18· 2018/19 · 2019/20 · 2020/21 · 2021/22 · 2022/23 · 2023/24